# 小松昌弘
小松 昌弘（こまつ まさひろ、1984年4月22日 - ）は、日本のバスケットボール選手。ポジションはフォワード。3x3チームTOKYO DIME所属。

## 来歴
宮城県出身。小学校5年生からバスケットボールを始める。仙台高校でウインターカップに出場し、U18日本代表にも選出された。筑波大学では4年次に主将を務めた。大学卒業後は三井住友銀行に就職し、実業団チームでプレーを続けた後、クラブチームのRBC東京に加入した際、3x3のプレーも始めた。
2015年に第1回大会開催された3x3日本選手権大会では、RBC東京のメンバーとして第1回大会から第3回大会まで3連覇を達成した。
2017年からTOKYO DIMEに所属。
本業は会社員の社会人選手として3x3PREMIER.EXEが発足した当初からプレーを続けている。

### 日本代表歴
3x3男子日本代表として、FIBA3x3ワールドカップに2016年大会、2018年大会、2019年大会の3回出場。2018年のFIBAアジア3x3カップで日本史上初の銅メダルを獲得している。